# Tanja König
Tanja König, bis 1998 Tanja Borrmann (* 11. April 1970 in Kassel), ist eine ehemalige deutsche Leichtathletin, die auf den Dreisprung spezialisiert war.

## Sportliche Karriere
Tanja Borrmann begann bei der Melsunger Turngemeinde 1861, 1990 wechselte sie zu TSV Bayer 04 Leverkusen.
Bei den Deutschen Meisterschaften 1992 stand der Dreisprung der Frauen erstmals auf dem Programm. Tanja Borrmann wurde Zweite hinter Petra Laux. 2000 gewann sie den Titel, 1998 und 2004 wurde sie Dritte. In der Halle war sie 1994 und 1995 Zweite, 2000 gewann sie den Titel und 2004 wurde sie Dritte.
1989 wurde Borrmann bei den Junioreneuropameisterschaften in Varaždin im Weitsprung Achte mit 6,13 Meter. 1993 trat sie bei der Universiade in Buffalo im Dreisprung an und belegte mit 13,45 Meter den siebten Platz.
Tanja Borrmann startete bis 1995 fünfmal im Nationaltrikot. Bei den Halleneuropameisterschaften 1992 schied sie als 21. nach drei Versuchen aus. Zwei Jahre später bei den Halleneuropameisterschaften 1994 in Paris-Bercy wurde sie mit 13,36 Zwölfte, nachdem sie in der Qualifikation 13,51 gesprungen war. 

## Bestleistungen
- Dreisprung: 13,96 Meter am 12. Juni 2000 in Wesel
  - Dreisprung: 14,03 Meter am 26. Februar 1994 in Dortmund (Halle)
- Weitsprung: 6,43 Meter am 30. Juli 1989 in Rhede